# Kendel Hippolyte

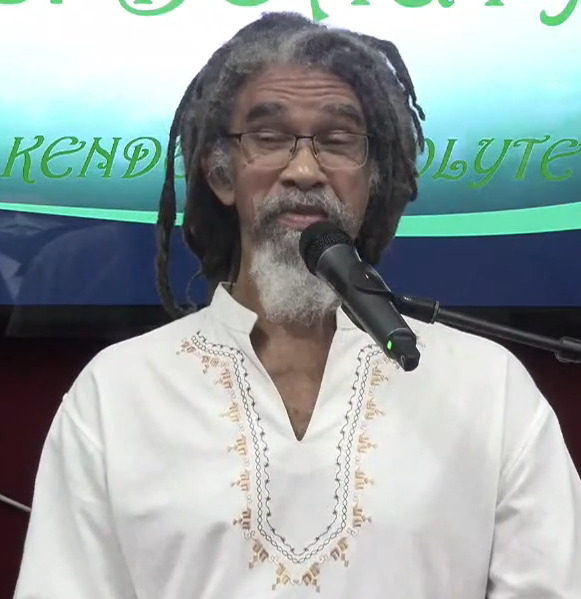
Kendel Hippolyte, 2022

Kendel Hippolyte (* 9. Januar 1952 in Castries, St. Lucia) ist ein lucianischer Lyriker, Theaterautor und Theaterregisseur.

## Leben und Werk
Hippolyte studierte in Jamaika an der University of the West Indies mit einem BA-Abschluss 1976. 2000 machte er an derselben Universitat seinen Master-Abschluss in Philosophie. Er arbeitete an diversen Gymnasien als Lehrer, war Dramaturg und Regisseur an einem Theater sowie in seiner Jugend als Bibliothekar tätig. 1984 gründete er mit seiner Frau, der Lyrikerin  Jane King, die Lighthouse Theatre Company in St. Lucia. Von 1992 bis 2007 war er Dozent für Theater und Literatur am Sir Arthur Lewis Community College.
Er hat lyrische Gedichte, auch Sonette, und Theaterstücke geschrieben. Acht Theaterstücke und fünf Gedichtbände wurden bisher veröffentlicht, weitere Gedichte sind in Anthologien gedruckt worden. Er verfasst seine Werke in Standard English, in Varianten des Caribbean English und in Kreyol.
Kendel Hippolyte gilt als einer der wichtigen Intellektuellen des kleinen Inselstaates, der mit hohen staatlichen und kulturellen Preisen ausgezeichnet wurde. Er lebt in St. Lucia.